# Shuhei Takizawa
Shuhei Takizawa (瀧澤 修平 Takizawa Shuhei?), född 19 juli 1993 i Ibaraki prefektur, är en japansk fotbollsspelare.
Takizawa började sin karriär 2016 i FC Ryukyu. Han spelade 77 ligamatcher för klubben. 2019 flyttade han till Mito HollyHock.